# Spirituális gyakorlatok – Út az értékes élethez
A Spirituális gyakorlatok – Út az értékes élethez (eredeti címe: How to Practice – The Way to a Meaningful Life) című könyvben Tendzin Gyaco, a 14. dalai láma lépésről lépésre vezeti az olvasót a megvilágosodás felé vezető ösvényen, bemutatva az erkölcs, az egyhegyű meditáció és a bölcsesség szerepét a hétköznapi életben, motivációt nyújt a rossz cselekedetek elkerüléséhez, a nyugodt tudat műveléséhez és az értelemmel teli életvitelhez. A dalai láma a buddhista középút filozófiai rendszerén keresztül mutatja be, hogyan érhető el a tartós boldogság. A magas rangú tibeti láma és tanítómester a szeretet és az együttérzés egyetemes törvényein keresztül mutatja be az erkölcsös magaviselet praktikus oldalait és szükségességét. A tematikába egyre több buddhista tanítás kerül be, amelyek összetettsége is fokozódik, és a legvégén a tantra és a tibeti istenség jóga is bemutatásra kerül. Összességében elmondható, hogy ez a könyv nem azon kezdők számára készült, akik általánosságban szeretnének megismerkedni a buddhizmussal. A buddhadharmában jártas olvasó azonban világos és összeszedett magyarázatokat találhat a Szív szútrával, a forma-üresség tanával, illetve a buddhista tanítások intellektuális intrikáival kapcsolatban.
A könyv első magyar nyelvű 2004-es kiadásának fordítása helyenként pontatlan. 2017-ben új fordítást készített Bus András és a Helikon kiadó, a szaklektorálást Hendrey Tibor és a Shambala Tibet Központ végezte.

## Tartalma
A könyv fejezeteiben a lelki béke és a jóindulat megteremtését szolgáló buddhista technikák kerülnek bemutatásra, amit a buddhizmusban a megvilágosodáshoz vezető útnak tekintenek. A könyv hat fejezetéből az első az alapokkal kezdődik, amely a történelmi Buddha történetét felhasználva mutatja be az értelmes életet és a lelki gyakorlatok három szempontját: az erkölcsösséget, az egyhegyű (koncentrált) meditációt és a bölcsességet. A második részben kétféle erkölcsösség szerepel (az egyéni szabadság erkölcse és a másokkal való törődés erkölcse), amelyekhez lelki és szóbeli megoldások is elhangzanak. A harmadik részből kiderül, miképp kell mentálisan összpontosítani, illetve az, miképp állítható helyre nyugalmunk stresszes helyzetekben. „A bölcsesség gyakorlása” című negyedik fejezet a függőségtől való megszabadulás és az üresség témájával foglalkozik, amelyben tisztázásra kerülnek a valóság és a látszat közötti összefüggések. Az ötödik részben az erkölcsről, a koncentrált meditációról, a bölcsességről és a tantráról szóló leírások szerepelnek. Az utolsó részben hangzanak el a következtetések és a gyakorlatok menete, a kezdeti lépésektől egészen a megvilágosodásig.

## Magyarul
- Út az értékes élethez. Lelki gyakorlatok; szerk. Jeffrey Hopkins, ford. Lazaridisz Szotiriszné; Forever, Pilisszentiván, 2003
- Spirituális gyakorlatok. Út az értékes élethez; ford. Bus András; Szenzár, Budapest, 2017